# Fabián Benítez
Fabián Saúl Benítez Gómez (Encarnación, Paraguay, 2 de julio de 1983) es un exfutbolista paraguayo nacionalizado chileno. Juega como centrocampista defensivo.
Tuvo pasos por Universidad de Concepción, Cobreloa, Audax Italiano y Colo-Colo. Se inició en la cantera del club Olimpia de Paraguay, donde jugaría hasta el año 2005.

## Clubes
| Club                      | País     | Año       |
| ------------------------- | -------- | --------- |
| Olimpia                   | Paraguay | 2003-2005 |
| Universidad de Concepción | Chile    | 2006-2007 |
| Cobreloa                  | Chile    | 2008      |
| Audax Italiano            | Chile    | 2009-2013 |
| Colo-Colo                 | Chile    | 2013      |
| San Luis                  | Chile    | 2014      |
| Universidad de Concepción | Chile    | 2014-2015 |

## Palmarés
Campeonatos nacionales
| Título     | Club                      | País  | Año     |
| ---------- | ------------------------- | ----- | ------- |
| Copa Chile | Universidad de Concepción | Chile | 2014-15 |